# Acuerdo de Tiráspol

Mapa de Rumanía en mayo de 1942

El Acuerdo de Tiráspol (en rumano: Acordul de la Tiraspol; en alemán: Tiraspoler Abkommen) fue un acuerdo entre la Alemania nazi y el Reino de Rumania firmado el 19 de agosto de 1941 en la ciudad de Tiráspol (ahora en Moldavia, bajo el control de Transnistria) con respecto a la administración rumana de la región de Transnistria, que se convirtió en la Gobernación de Transnistria. Cayó bajo el gobierno de Gheorghe Alexianu, bajo la subordinación inmediata de Ion Antonescu, Conducător (líder) de Rumania. Fue firmado durante la Segunda Guerra Mundial, mientras se producía la invasión del Eje de la Unión Soviética. El Acuerdo de Tighina en el que se discutieron temas específicos de la región entró en vigor poco después, el 30 de agosto. El acuerdo permitió el control total rumano sobre el territorio entre los ríos Dniéster y Bug Meridional, con la excepción de la ciudad de Odesa. Esta última fue cedido a Rumanía con algunos privilegios para Alemania en el Acuerdo de Tighina.
Posteriormente, Transnistria se convirtió en el destino de muchos judíos de las regiones rumanas recientemente recuperadas del norte de Bucovina y Besarabia. Antonescu planeó colonizar Transnistria con colonos rumanos una vez que se completara la invasión de la Unión Soviética y el exterminio de la población judía y romaní en la región para anexionarla formalmente.